# Réserve écologique de Tantaré
Die Réserve écologique de Tantaré ist ein im Jahr 1978 eingerichtetes, 14,5 km² großes Schutzgebiet im Süden der kanadischen Provinz Québec, in der regionalen Grafschaftsgemeinde La Jacques-Cartier.

## Lage, Aufgabe
Damit gehört es zur Region Capitale-Nationale und liegt 42 km nördlich von Québec, auf dem Gebiet der Gemeinde Saint-Gabriel-de-Valcartier. Es schützt einen kleinen Teil der Laurentides du Saguenay, eines Gebirgszugs um den Rivière Saguenay, der eine Übergangszone zwischen dem Süden und den borealen Wäldern des Nordens darstellt.

## Geologie
Das Gebiet liegt in einer Höhe von 380 bis 680 m über dem Meeresspiegel. Der unterliegende Fels besteht vor allem aus Gneis mit Intrusionen von Granit und Anorthosit. Darüber liegt Tillit, das während der letzten Eiszeit aus im Gletscherrandbereich abgelagertem Gestein hervorging. Schichten organischen Materials haben sich an vielen Stellen abgelagert, insbesondere aber in den Uferzonen des Lac Tantaré. Die Böden sind stark von Steinen durchsetzter Podsol, also saurer, nährstoffarmer Boden.

## Flora
Unterhalb von 400 m herrscht der Zucker-Ahorn vor, häufig begleitet von der Gelb-Kiefer auf dichten, weniger feuchten Böden, und der Amerikanischen Buche auf dünnen bis mageren Böden. Sie repräsentieren eher die südlich gelegenen Wälder. In den höheren Lagen hingegen stehen Balsam-Tanne und Gelb-Kiefer, die ansonsten weiter im Norden vorkommen. An ungünstigeren Standorten steht eher die Papier-Birke. Daneben bestehen Moore mit einer Fläche von 2 ha, wo die Schwarz-Fichte in Torfmooren, auf mineralreichen Standorten zu finden ist, sie besiedelt aber auch arme, vernässte, schwach staunasse und spätfrostgefährdete Standorte. Einige der Bäume weisen ein erhebliches Alter auf.

## Name
Der Name Tantaré geht auf eine Ortsbezeichnung der Wyandot zurück, die etwa mit ‚dort, wo ein See ist‘ übersetzt werden kann.